# Thomas de Choisy
Pour les articles homonymes, voir Choisy (homonymie).
Thomas de Choisy, marquis de Mognéville, né en 1632 et mort le 26 février 1710 à Sarrelouis, est un ingénieur et gouverneur français.

## Biographie
Cousin germain de Jean-Paul de Choisy de Beaumont, intendant de Lorraine, et de son frère l’abbé de Choisy, membre de l’Académie française, ce contemporain de Vauban fut d’abord dans le régiment de Saint-Diéry, cavalerie, où il était lieutenant aide-major en 1659. Il avait fait toutes les dernières campagnes jusqu’à celle de 1659 dans ce corps.
Il commença à être connu comme ingénieur, en 1668, époque à laquelle le marquis de Louvois le désigna comme le plus capable des ingénieurs qui étaient à Lille, pour être chargé des travaux de la place de Charleroi. Il fut enseigne de la Colonelle du Régiment d’infanterie d’Espagny le 16 novembre 1668. Pendant quatre ans, sauf quelques interruptions, il dirigea tous les travaux qui y furent réalisés. Le 14 aout 1669, il était lieutenant réformé au Régiment d’infanterie de Castelnau. Capitaine au Régiment de Champagne le 6 octobre 1670. Il se trouva à tous les sièges que fit le Prince de Condé en 1672. Au mois de décembre de cette année, il était à Béthune lorsque le prince d’Orange assiégea sans prévenir Charleroi. Une lettre de Vauban, du 18 décembre, témoigne du regret qu’il éprouvait de cette absence qui résultait de ses ordres, et de la confiance qu’il avait en lui pour faire échouer les projets ennemis.
En 1673, il était à l’armée d’Allemagne sous le maréchal de Turenne. La même année, après le siège de Maastricht, une sous-lieutenance des gardes fut demandée pour lui. Il fut laissé dans la place, chargé en même temps des travaux de Wik et de Liège. À la même armée, il prit part à la bataille de Sinsheim, d’Entzheim, de Mulhausen en 1674 à celle de Turckheim le 5 janvier 1675.
En 1675, après la prise de Limbourg, il en fut nommé lieutenant de roi par commission du 22 juin, et Louvois lui donna la direction des travaux dans quatre places, Huy, Limbourg, Maastricht et la citadelle de Liège, avec trois ingénieurs sous ses ordres. Après avoir servi avec la plus grande distinction à la défense de Maastricht en 1676, Il fut fait brigadier par brevet du 2 octobre. Il prit encore part eue au siège de Saint-Omer en 1677. Ayant reçu le gouvernement de la citadelle de Cambrai par provisions du 17 avril.
En 1677, il se démit de la lieutenance de roi de Limbourg et on l’envoya commander à Thionville, par commission du 2 juillet suivant, qui portait qu’il y commanderait jusqu’à la fin de l’année, commandement confirmé pour trois ans par une autre commission du 15 janvier 1678. Lorsque Louis XIV eut fait fortifier la ville de Sarrelouis, il lui en donna le gouvernement, par provisions du 12 décembre 1679. Il se démit alors de celui de la citadelle de Cambrai et conserva jusqu’à sa mort le gouvernement de Sarrelouis où il a été enterré.
En 1680, il fait ériger un nouveau rempart, des portes et neuf bastions défensifs dans la ville de Bouillon, sous la direction de Vauban. Trois de ces bastions de Bouillon sont toujours visibles.
Il participa au siège de Luxembourg en 1684, à la défense de Mayence en 1689, au siège de Château de Rheinfels en 1692, enfin, à la création des places de Longwy, Sarrelouis et Mont-Royal, construite par Vauban en aval de Trèves en 1688 et détruite après le traité de Ryswick (1697).
Fait maréchal de camp, par brevet du 6 mars 1689, il reçut, le même jour l’ordre d’entrer dans Mayence et d’y commander en l’absence du marquis d’Uxelles : « il servit à la défense de cette place avec la plus grande valeur et la plus singulière intelligence » avant de retourner dans son gouvernement.
Le roi érigea, par lettres du mois d’avril 1692, registrées au Parlement le 19 suivant, sa terre de Moigneville en marquisat. Il fut nommé lieutenant général de ses armées, par pouvoir du 26 octobre 1704, mais il n’a pas servi en cette qualité. À sa mort, son corps fut transféré dans le caveau familial de Mongnéville, mais son cœur est resté enterré en l’église paroissiale dans la ville de Sarrelouis.

## Notes

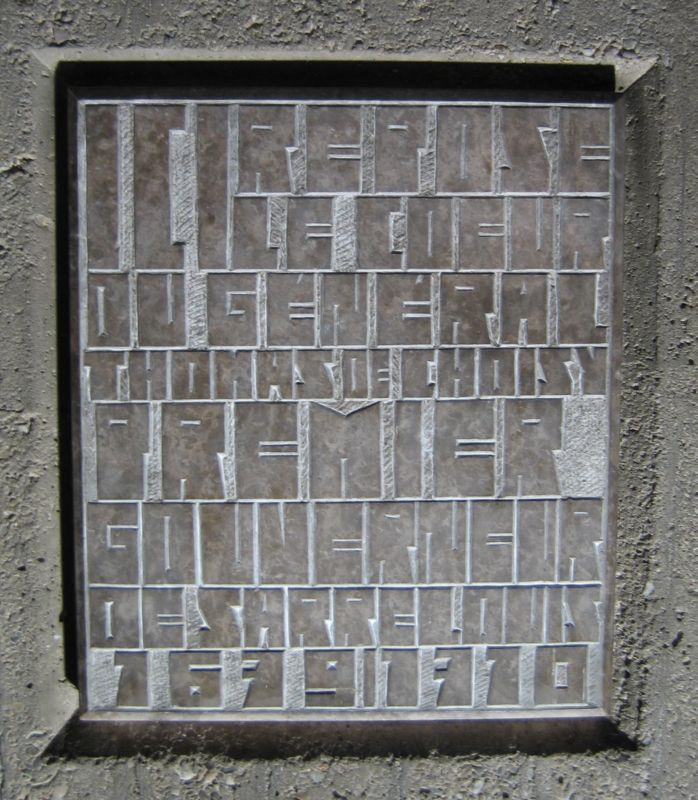
La capsule de plomb contenant le cœur du marquis de Choisy repose derrière cette plaque commémorative en l’église Saint-Louis.